# Sphaerionillum castaneum
Sphaerionillum castaneum là một loài bọ cánh cứng trong họ Cerambycidae.